# Multi-Anode Microchannel Array

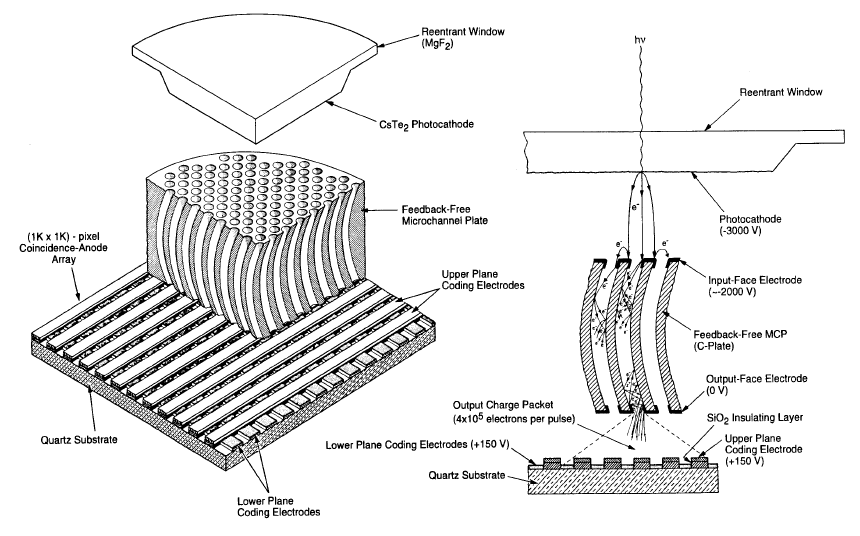
Aufbau des MAMA-Sensors aus dem STIS-Spektrografen

Bei einem Multi-Anode Microchannel Array (MAMA) handelt es sich um einen Sensor zur Vermessung von besonders kleinen Photonenströmen. Er kommt besonders häufig in der Raumfahrt und Astronomie zum Einsatz.

## Beschreibung
Ein MAMA-Sensor besteht im Wesentlichen aus vier Teilen. Als erstes passieren die eintreffenden Photonen ein Fenster das je nach gewünschtem Messbereich aus einem Material besteht das nur für bestimmte Wellenlängen transparent ist (z. B. Magnesiumfluorid für Ultraviolett- bis nahe Infrarotstrahlung). Die nicht ausgefilterten Photonen treffen dann auf eine Photokathode, die sich an der Unterseite des Fensters befindet. Diese wandelt mit Hilfe eines dünnen Halbleitermaterials (z. B. Caesiumiodid für den UV-Bereich) die Photonen in ein oder mehrere Elektronen um, die anschließend in eine Mikrokanalplatte geleitet werden. Hier wird der anfängliche Elektronen-Schauer nach dem Prinzip eines Kanalelektronenvervielfachers soweit verstärkt, dass ein nachgelagerter CCD-Sensor die Zeit und Intensität des Schauers genau bestimmen kann. Mit dem Wissen über die Eigenschaften der einzelnen Komponenten kann so ermittelt werden, wann und wo ein Photon auf den Sensor gefallen ist. Da energiereiche bzw. kurzwellige Photonen einen stärkeren Schauer auslösen, kann auch auf deren Wellenlänge geschlossen werden. In Kombination mit der Möglichkeit der zweidimensionalen räumlichen Auflösung sind MAMA-Sensoren daher besonders für den Einsatz in abbildenden Spektrografen geeignet.